# Вишньян
Вишньян (хорв. Višnjan, итал. Visignano) — община и населённый пункт в Хорватии.
Община Вишньян находится в западной части Хорватии в Истрийской жупании.

## География
В состав общины входят следующие населённые пункты (данные о населении на 2011 год):
- Вишньян — 694 чел.
- Марковац — 163 чел.
- Рапавел — 88 чел.
- Церион — 66 чел.
- Башкоти — 63 чел.
- Пршуричи — 62 чел.
- Враничи-код-Вишньяна — 58 чел.
- Синожичи — 56 чел.
- Прхати — 53 чел.
- Фарини — 53 чел.
- Радоши-код-Вишньяна — 49 чел.
- Фабци — 49 чел.
- Радовани — 48 чел.
- Дикличи — 47 чел.
- Анжичи — 42 чел.
- Штути — 37 чел.
- Цвитани — 35 чел.
- Смолици — 34 чел.
- Стрпачичи — 34 чел.
- Курьявичи — 30 чел.
- Колумбера — 29 чел.
- Майкуси — 26 чел.
- Баричи — 25 чел.
- Бенчани — 25 чел.
- Деклеви — 25 чел.
- Женодрага — 25 чел.
- Жужичи — 25 чел.
- Барат — 23 чел.
- Зоричичи — 22 чел.
- Бачва — 21 чел.
- Бокичи — 21 чел.
- Трипари — 21 чел.
- Веяки — 18 чел.
- Прашчари — 17 чел.
- Свети-Иван — 17 чел.
- Бросквари — 16 чел.
- Тичан — 16 чел.
- Гамбетичи — 15 чел.
- Корлевичи — 15 чел.
- Врхьяни — 14 чел.
- Миланези — 14 чел.
- Кочичи — 12 чел.
- Малиши — 11 чел.
- Леговичи — 10 чел.
- Жиковичи — 9 чел.
- Кошутичи — 9 чел.
- Бабудри — 8 чел.
- Рафаели — 8 чел.
- Бутори — 7 чел.
- Сребрничи — 7 чел.
- Буцаловичи — 1 чел.
- Маретичи — 1 чел.

## Демография
Население общины составляет 2 274 человека по переписи 2011 года. Национальный состав выглядит следующим образом:
- 70,01 % хорваты — 1 592 чел.
- 6,82 % итальянцы — 155 чел.
- 1,10 % сербы — 25 чел.
- 0,31 % босняки — 7 чел.
- 0,26 % словенцы — 6 чел.
- 0,22 % венгры — 5 чел.
- 0,18 % македонцы — 2 чел.
- 0,09 % украинцы — 2 чел.
- 0,09 % чехи — 2 чел.
- 0,04 % поляки — 1 чел.
- 0,04 % словаки — 1 чел.
- 0,04 % черногорцы — 1 чел.
- 0,48 % другие — 11 чел.
- 18,03 % региональная принадлежность — 410 чел.

## Достопримечательности
- Приходская церковь Святых Кирика и Иулитты
- Готическая церковь Сан-Антонио Абате (XIII—XIV века)
- Площадь Свободы